# 대한민국의 국회의원 재보궐선거
이 문서는 대한민국의 역대 국회의원 재보궐선거 결과를 다룬 문서이다.

## 제헌 국회 (1948년 ~ 1950년)
| 연도   | 날짜      | 선거구           | 정당 | 정당               | 전임자 | 정당 | 정당           | 당선자 |
| ------ | --------- | ---------------- | ---- | ------------------ | ------ | ---- | -------------- | ------ |
| 1948년 | 10월 30일 | 서울 동대문구 갑 |      | 대한독립촉성국민회 | 이승만 |      | 한국민주당     | 홍성하 |
| 1949년 | 1월 13일  | 전북 무주군      |      | 대한독립촉성국민회 | 신현돈 |      | 대동청년단     | 김교중 |
| 1949년 | 1월 13일  | 전남 목포부      |      | 대한독립촉성국민회 | 이남규 |      | 무소속         | 강선명 |
| 1949년 | 1월 13일  | 경북 안동군 을   |      | 대한독립촉성국민회 | 정현모 |      | 대한여자국민당 | 임영신 |
| 1949년 | 1월 13일  | 경남 부산부 갑   |      | 조선민족청년단     | 문시환 |      | 무소속         | 허영호 |
| 1949년 | 3월 30일  | 서울 종로구 을   |      | 무소속             | 장면   |      | 무소속         | 이인   |
| 1949년 | 3월 30일  | 경남 합천군 을   |      | 대한독립촉성국민회 | 김효석 |      | 무소속         | 최창섭 |
| 1949년 | 6월 10일  | 충남 천안군      |      | 대한독립촉성국민회 | 이병국 |      | 무소속         | 김용화 |
| 1949년 | 7월 23일  | 충남 천안군      |      | 무소속             | 김용화 |      | 민주국민당     | 이상돈 |

## 제2대 국회 (1950년 ~ 1954년)
| 연도   | 날짜    | 선거구         | 정당 | 정당       | 전임자 | 정당 | 정당           | 당선자 |
| ------ | ------- | -------------- | ---- | ---------- | ------ | ---- | -------------- | ------ |
| 1952년 | 2월 5일 | 충남 연기군    |      | 무소속     | 이긍종 |      | 무소속         | 이범승 |
| 1952년 | 2월 5일 | 충남 공주군 을 |      | 대한국민당 | 김명동 |      | 대한국민당     | 윤치영 |
| 1952년 | 2월 5일 | 충남 서산군 갑 |      | 일민구락부 | 이종린 |      | 자유당         | 김제능 |
| 1952년 | 2월 5일 | 전북 김제군 을 |      | 무소속     | 최윤호 |      | 대한청년단     | 최주일 |
| 1952년 | 2월 5일 | 전남 담양군    |      | 무소속     | 김홍용 |      | 자유당         | 김문용 |
| 1952년 | 2월 5일 | 전남 구례군    |      | 민주국민당 | 이판열 |      | 자유당         | 이한창 |
| 1952년 | 2월 5일 | 경북 달성군    |      | 무소속     | 권오훈 |      | 대한국민당     | 배은희 |
| 1952년 | 2월 5일 | 경남 부산시 무 |      | 무소속     | 최원봉 |      | 대한노동총연맹 | 전진한 |

## 제3대 국회 (1954년 ~ 1958년)
| 연도   | 날짜      | 선거구      | 정당 | 정당   | 전임자 | 정당 | 정당   | 당선자 |
| ------ | --------- | ----------- | ---- | ------ | ------ | ---- | ------ | ------ |
| 1954년 | 10월 25일 | 전북 진안군 |      | 자유당 | 이복성 |      | 자유당 | 박정근 |
| 1955년 | 12월 27일 | 경남 산청군 |      | 무소속 | 이병홍 |      | 자유당 | 안준기 |
| 1956년 | 8월 23일  | 경기 광주군 |      | 민주당 | 신익희 |      | 민주당 | 신하균 |
| 1956년 | 10월 1일  | 충북 영동군 |      | 자유당 | 최순주 |      | 자유당 | 손준현 |
| 1956년 | 11월 5일  | 경기 고양군 |      | 민주당 | 한동석 |      | 자유당 | 이성주 |

## 제4대 국회 (1958년 ~ 1960년)
| 연도   | 날짜     | 선거구         | 정당 | 정당   | 전임자 | 정당 | 정당   | 당선자 |
| ------ | -------- | -------------- | ---- | ------ | ------ | ---- | ------ | ------ |
| 1958년 | 9월 18일 | 경북 영일군 을 |      | 자유당 | 김익노 |      | 자유당 | 김익노 |
| 1959년 | 6월 5일  | 강원 인제군    |      | 자유당 | 나상근 |      | 자유당 | 전형산 |
| 1959년 | 6월 5일  | 경북 영덕군    |      | 자유당 | 김원규 |      | 자유당 | 김원규 |
| 1959년 | 6월 23일 | 경북 월성군 을 |      | 자유당 | 이종준 |      | 자유당 | 이종준 |
| 1959년 | 6월 23일 | 경남 울산군 을 |      | 자유당 | 김성탁 |      | 자유당 | 김성탁 |
| 1959년 | 9월 12일 | 전남 보성군    |      | 자유당 | 안용백 |      | 자유당 | 황성수 |
| 1959년 | 9월 12일 | 경남 양산군    |      | 자유당 | 지영진 |      | 자유당 | 지영진 |
| 1960년 | 1월 23일 | 경북 영일군 을 |      | 자유당 | 김익노 |      | 자유당 | 김장섭 |
| 1960년 | 1월 23일 | 경북 영주군    |      | 자유당 | 이정희 |      | 자유당 | 이정희 |

## 제5대 국회 (1960년 ~ 1961년)
| 연도   | 날짜      | 선거구         | 정당 | 정당   | 전임자 | 정당 | 정당   | 당선자 |
| ------ | --------- | -------------- | ---- | ------ | ------ | ---- | ------ | ------ |
| 1960년 | 10월 10일 | 서울 종로구 갑 |      | 민주당 | 윤보선 |      | 무소속 | 전진한 |
| 1960년 | 10월 10일 | 경기 양주군 갑 |      | 민주당 | 강영훈 |      | 민주당 | 조윤형 |
| 1960년 | 12월 30일 | 경기 옹진군    |      | 무소속 | 손치호 |      | 무소속 | 장익현 |
| 1961년 | 2월 10일  | 서울 마포구    |      | 민주당 | 김상돈 |      | 민주당 | 신상초 |
| 1961년 | 2월 10일  | 경기 김포군    |      | 무소속 | 정준   |      | 민주당 | 허길   |
| 1961년 | 4월 24일  | 경기 이천군    |      | 무소속 | 최하영 |      | 무소속 | 백두진 |
| 1961년 | 4월 24일  | 강원 홍천군    |      | 무소속 | 이재학 |      | 무소속 | 이교선 |
| 1961년 | 4월 24일  | 충남 공주군 갑 |      | 무소속 | 박충식 |      | 무소속 | 엄대섭 |
| 1961년 | 4월 24일  | 경남 고성군    |      | 자유당 | 최석림 |      | 무소속 | 김기용 |
| 1961년 | 5월 13일  | 강원 인제군    |      | 자유당 | 전형산 |      | 민주당 | 김대중 |
| 1961년 | 5월 13일  | 충북 괴산군    |      | 무소속 | 안동준 |      | 민주당 | 김사만 |
| 1961년 | 5월 13일  | 충북 음성군    |      | 무소속 | 이정석 |      | 무소속 | 정인소 |
| 1961년 | 5월 13일  | 전북 정읍군 을 |      | 무소속 | 송능운 |      | 무소속 | 김성환 |
| 1961년 | 5월 13일  | 경남 남해군    |      | 무소속 | 최치환 |      | 민주당 | 김종길 |

## 제6대 국회 (1963년 ~ 1967년)
| 연도   | 날짜     | 선거구           | 정당 | 정당       | 전임자 | 정당 | 정당       | 당선자 |
| ------ | -------- | ---------------- | ---- | ---------- | ------ | ---- | ---------- | ------ |
| 1965년 | 9월 13일 | 전북 부안군      |      | 민주공화당 | 이병옥 |      | 민주공화당 | 이병옥 |
| 1965년 | 11월 9일 | 서울 중구        |      | 민중당     | 정일형 |      | 민중당     | 김판술 |
| 1965년 | 11월 9일 | 서울 서대문구 갑 |      | 민중당     | 김재광 |      | 민중당     | 김상현 |
| 1965년 | 11월 9일 | 서울 서대문구 을 |      | 민중당     | 윤제술 |      | 민중당     | 홍영기 |
| 1965년 | 11월 9일 | 서울 용산구      |      | 민중당     | 서민호 |      | 한국독립당 | 김두한 |
| 1965년 | 11월 9일 | 전남 광주시 갑   |      | 민중당     | 정성태 |      | 정민회     | 유수현 |

## 제7대 국회 (1967년 ~ 1971년)
| 연도   | 날짜     | 선거구                    | 정당 | 정당       | 전임자 | 정당 | 정당       | 당선자 |
| ------ | -------- | ------------------------- | ---- | ---------- | ------ | ---- | ---------- | ------ |
| 1968년 | 9월 24일 | 충남 부여군               |      | 민주공화당 | 김종필 |      | 민주공화당 | 김종익 |
| 1968년 | 9월 24일 | 전북 고창군               |      | 무소속     | 신용남 |      | 대중당     | 신용남 |
| 1968년 | 9월 24일 | 전남 화순군·곡성군        |      | 무소속     | 기세풍 |      | 신민당     | 양회수 |
| 1969년 | 2월 28일 | 전남 나주군               |      | 민주공화당 | 이호범 |      | 민주공화당 | 이호범 |
| 1969년 | 8월 14일 | 전남 보성군               |      | 민주공화당 | 양달승 |      | 신민당     | 이중재 |
| 1969년 | 12월 5일 | 경남 창녕군               |      | 신민당     | 성낙현 |      | 민주공화당 | 성낙현 |
| 1970년 | 5월 22일 | 경남 충무시·통영군·고성군 |      | 민주공화당 | 최석림 |      | 민주공화당 | 최석림 |

## 제8대 국회 (1971년 ~ 1972년)
| 연도   | 날짜      | 선거구             | 정당 | 정당       | 전임자 | 정당 | 정당       | 당선자 |
| ------ | --------- | ------------------ | ---- | ---------- | ------ | ---- | ---------- | ------ |
| 1971년 | 12월 14일 | 경북 달성군·고령군 |      | 민주공화당 | 김성곤 |      | 민주공화당 | 박준규 |

## 제9대 국회 (1973년 ~ 1979년)
| 연도   | 날짜     | 선거구           | 정당 | 정당       | 전임자 | 정당 | 정당   | 당선자 |
| ------ | -------- | ---------------- | ---- | ---------- | ------ | ---- | ------ | ------ |
| 1977년 | 6월 10일 | 서울 종로구·중구 |      | 민주공화당 | 장기영 |      | 무소속 | 오제도 |
| 1977년 | 6월 10일 | 서울 종로구·중구 |      | 신민당     | 정일형 |      | 무소속 | 정대철 |

## 제10대 국회 (1979년 ~ 1980년)
재보궐선거가 실시되지 않았다.

## 제11대 국회 (1981년 ~ 1985년)
재보궐선거가 실시되지 않았다.

## 제12대 국회 (1985년 ~ 1988년)
재보궐선거가 실시되지 않았다.

## 제13대 국회 (1988년 ~ 1992년)
| 연도   | 날짜     | 선거구             | 정당 | 정당       | 전임자 | 정당 | 정당       | 당선자 |
| ------ | -------- | ------------------ | ---- | ---------- | ------ | ---- | ---------- | ------ |
| 1989년 | 4월 14일 | 강원 동해시        |      | 무소속     | 홍희표 |      | 민주정의당 | 홍희표 |
| 1989년 | 8월 18일 | 서울 영등포구 을   |      | 민주정의당 | 김명섭 |      | 민주정의당 | 나웅배 |
| 1990년 | 4월 3일  | 대구 서구 갑       |      | 민주정의당 | 정호용 |      | 민주자유당 | 문희갑 |
| 1990년 | 4월 3일  | 충북 진천군·음성군 |      | 민주정의당 | 김완태 |      | 무소속     | 허탁   |
| 1990년 | 11월 9일 | 전남 함평군·영광군 |      | 평화민주당 | 서경원 |      | 평화민주당 | 이수인 |

## 제14대 국회 (1992년 ~ 1996년)
| 연도   | 날짜     | 선거구             | 정당 | 정당       | 전임자 | 정당 | 정당       | 당선자 |
| ------ | -------- | ------------------ | ---- | ---------- | ------ | ---- | ---------- | ------ |
| 1993년 | 4월 23일 | 부산 동래구 갑     |      | 민주자유당 | 박관용 |      | 민주자유당 | 강경식 |
| 1993년 | 4월 23일 | 부산 사하구        |      | 무소속     | 서석재 |      | 민주자유당 | 박종웅 |
| 1993년 | 4월 23일 | 경기 광명시        |      | 통일국민당 | 윤항렬 |      | 민주자유당 | 손학규 |
| 1993년 | 6월 11일 | 강원 명주군·양양군 |      | 민주자유당 | 김문기 |      | 민주당     | 최욱철 |
| 1993년 | 6월 11일 | 강원 화천군·철원군 |      | 민주자유당 | 김재순 |      | 민주자유당 | 이용삼 |
| 1993년 | 6월 11일 | 경북 예천군        |      | 민주자유당 | 유학성 |      | 민주자유당 | 반형식 |
| 1993년 | 8월 12일 | 대구 동구 을       |      | 민주자유당 | 박준규 |      | 무소속     | 서훈   |
| 1993년 | 8월 12일 | 강원 춘천시        |      | 통일국민당 | 손승덕 |      | 민주자유당 | 류종수 |
| 1994년 | 8월 2일  | 대구 수성구 갑     |      | 민주자유당 | 박철언 |      | 신민당     | 현경자 |
| 1994년 | 8월 2일  | 강원 영월군·평창군 |      | 민주자유당 | 심명보 |      | 민주자유당 | 김기수 |
| 1994년 | 8월 2일  | 경북 경주시        |      | 민주자유당 | 서수종 |      | 민주당     | 이상두 |

## 제15대 국회 (1996년 ~ 2000년)
| 연도   | 날짜      | 선거구                  | 정당 | 정당           | 전임자 | 정당 | 정당           | 당선자 |
| ------ | --------- | ----------------------- | ---- | -------------- | ------ | ---- | -------------- | ------ |
| 1997년 | 3월 5일   | 인천 서구               |      | 새정치국민회의 | 조철구 |      | 새정치국민회의 | 조한천 |
| 1997년 | 3월 5일   | 경기 수원시 장안구      |      | 자유민주연합   | 이병희 |      | 자유민주연합   | 이태섭 |
| 1997년 | 7월 24일  | 충남 예산군             |      | 자유민주연합   | 조종석 |      | 신한국당       | 오장섭 |
| 1997년 | 7월 24일  | 경북 포항시 북구        |      | 무소속         | 허화평 |      | 무소속         | 박태준 |
| 1997년 | 9월 4일   | 경기 안양시 만안구      |      | 자유민주연합   | 권수창 |      | 자유민주연합   | 김일주 |
| 1997년 | 12월 18일 | 광주 동구               |      | 새정치국민회의 | 신기하 |      | 새정치국민회의 | 이영일 |
| 1998년 | 4월 2일   | 부산 서구               |      | 한나라당       | 홍인길 |      | 한나라당       | 정문화 |
| 1998년 | 4월 2일   | 대구 달성군             |      | 한나라당       | 김석원 |      | 한나라당       | 박근혜 |
| 1998년 | 4월 2일   | 경북 문경시·예천군      |      | 한나라당       | 황병태 |      | 한나라당       | 신영국 |
| 1998년 | 4월 2일   | 경북 의성군             |      | 자유민주연합   | 김화남 |      | 한나라당       | 정창화 |
| 1998년 | 7월 21일  | 서울 종로구             |      | 한나라당       | 이명박 |      | 새정치국민회의 | 노무현 |
| 1998년 | 7월 21일  | 서울 서초구 갑          |      | 한나라당       | 최병렬 |      | 한나라당       | 박원홍 |
| 1998년 | 7월 21일  | 부산 해운대구·기장군 을 |      | 한나라당       | 김기재 |      | 자유민주연합   | 김동주 |
| 1998년 | 7월 21일  | 대구 북구 갑            |      | 자유민주연합   | 이의익 |      | 한나라당       | 박승국 |
| 1998년 | 7월 21일  | 경기 수원시 팔달구      |      | 한나라당       | 남평우 |      | 한나라당       | 남경필 |
| 1998년 | 7월 21일  | 경기 광명시 을          |      | 한나라당       | 손학규 |      | 새정치국민회의 | 조세형 |
| 1998년 | 7월 21일  | 강원 강릉시 을          |      | 한나라당       | 최욱철 |      | 한나라당       | 조순   |
| 1999년 | 3월 30일  | 서울 구로구 을          |      | 한나라당       | 이신행 |      | 새정치국민회의 | 한광옥 |
| 1999년 | 3월 30일  | 경기 시흥시             |      | 한나라당       | 제정구 |      | 자유민주연합   | 김의재 |
| 1999년 | 6월 3일   | 서울 송파구 갑          |      | 한나라당       | 홍준표 |      | 한나라당       | 이회창 |
| 1999년 | 6월 3일   | 인천 계양구·강화군 갑   |      | 새정치국민회의 | 이기문 |      | 한나라당       | 안상수 |

## 제16대 국회 (2000년 ~ 2004년)
| 연도   | 날짜      | 선거구                  | 정당 | 정당         | 전임자 | 정당 | 정당         | 당선자 |
| ------ | --------- | ----------------------- | ---- | ------------ | ------ | ---- | ------------ | ------ |
| 2001년 | 10월 25일 | 서울 동대문구 을        |      | 한나라당     | 김영구 |      | 한나라당     | 홍준표 |
| 2001년 | 10월 25일 | 서울 구로구 을          |      | 새천년민주당 | 장영신 |      | 한나라당     | 이승철 |
| 2001년 | 10월 25일 | 강원 강릉시             |      | 한나라당     | 최돈웅 |      | 한나라당     | 최돈웅 |
| 2002년 | 8월 8일   | 서울 종로구             |      | 한나라당     | 정인봉 |      | 한나라당     | 박진   |
| 2002년 | 8월 8일   | 서울 금천구             |      | 새천년민주당 | 장성민 |      | 한나라당     | 이우재 |
| 2002년 | 8월 8일   | 서울 영등포구 을        |      | 새천년민주당 | 김민석 |      | 한나라당     | 권영세 |
| 2002년 | 8월 8일   | 부산 부산진구 갑        |      | 한나라당     | 정재문 |      | 한나라당     | 김병호 |
| 2002년 | 8월 8일   | 부산 해운대구·기장군 갑 |      | 한나라당     | 손태인 |      | 한나라당     | 서병수 |
| 2002년 | 8월 8일   | 인천 서구·강화군 을     |      | 새천년민주당 | 박용호 |      | 한나라당     | 이경재 |
| 2002년 | 8월 8일   | 광주 북구 갑            |      | 새천년민주당 | 박광태 |      | 새천년민주당 | 김상현 |
| 2002년 | 8월 8일   | 경기 광명시             |      | 한나라당     | 손학규 |      | 한나라당     | 전재희 |
| 2002년 | 8월 8일   | 경기 하남시             |      | 한나라당     | 유성근 |      | 한나라당     | 김황식 |
| 2002년 | 8월 8일   | 경기 안성시             |      | 새천년민주당 | 심규섭 |      | 한나라당     | 이해구 |
| 2002년 | 8월 8일   | 전북 군산시             |      | 새천년민주당 | 강현욱 |      | 새천년민주당 | 강봉균 |
| 2002년 | 8월 8일   | 경남 마산시 합포구      |      | 한나라당     | 김호일 |      | 한나라당     | 김정부 |
| 2002년 | 8월 8일   | 제주 북제주군           |      | 새천년민주당 | 장정언 |      | 한나라당     | 양정규 |
| 2002년 | 12월 19일 | 울산 중구               |      | 한나라당     | 김태호 |      | 한나라당     | 정갑윤 |
| 2003년 | 4월 24일  | 서울 양천구 을          |      | 새천년민주당 | 김영배 |      | 한나라당     | 오경훈 |
| 2003년 | 4월 24일  | 경기 고양시 덕양구 갑   |      | 새천년민주당 | 곽치영 |      | 개혁국민정당 | 유시민 |
| 2003년 | 4월 24일  | 경기 의정부시           |      | 새천년민주당 | 문희상 |      | 한나라당     | 홍문종 |

## 제17대 국회 (2004년 ~ 2008년)
| 연도   | 날짜      | 선거구                | 정당 | 정당       | 전임자 | 정당 | 정당       | 당선자 |
| ------ | --------- | --------------------- | ---- | ---------- | ------ | ---- | ---------- | ------ |
| 2005년 | 4월 30일  | 경기 성남시 중원구    |      | 열린우리당 | 이상락 |      | 한나라당   | 신상진 |
| 2005년 | 4월 30일  | 경기 포천시·연천군    |      | 열린우리당 | 이철우 |      | 한나라당   | 고조흥 |
| 2005년 | 4월 30일  | 충남 공주시·연기군    |      | 열린우리당 | 오시덕 |      | 무소속     | 정진석 |
| 2005년 | 4월 30일  | 충남 아산시           |      | 열린우리당 | 복기왕 |      | 한나라당   | 이진구 |
| 2005년 | 4월 30일  | 경북 영천시           |      | 한나라당   | 이덕모 |      | 한나라당   | 정희수 |
| 2005년 | 4월 30일  | 경남 김해시 갑        |      | 열린우리당 | 김맹곤 |      | 한나라당   | 김정권 |
| 2005년 | 10월 25일 | 대구 동구 을          |      | 한나라당   | 박창달 |      | 한나라당   | 유승민 |
| 2005년 | 10월 25일 | 울산 북구             |      | 민주노동당 | 조승수 |      | 한나라당   | 윤두환 |
| 2005년 | 10월 25일 | 경기 부천시 원미구 갑 |      | 열린우리당 | 김기석 |      | 한나라당   | 임해규 |
| 2005년 | 10월 25일 | 경기 광주시           |      | 한나라당   | 박혁규 |      | 한나라당   | 정진섭 |
| 2006년 | 7월 26일  | 서울 성북구 을        |      | 열린우리당 | 신계륜 |      | 민주당     | 조순형 |
| 2006년 | 7월 26일  | 서울 송파구 갑        |      | 한나라당   | 맹형규 |      | 한나라당   | 맹형규 |
| 2006년 | 7월 26일  | 경기 부천시 소사구    |      | 한나라당   | 김문수 |      | 한나라당   | 차명진 |
| 2006년 | 7월 26일  | 경남 마산시 갑        |      | 한나라당   | 김정부 |      | 한나라당   | 이주영 |
| 2006년 | 10월 25일 | 인천 남동구 을        |      | 열린우리당 | 이호웅 |      | 한나라당   | 이원복 |
| 2006년 | 10월 25일 | 전남 해남군·진도군    |      | 민주당     | 이정일 |      | 민주당     | 채일병 |
| 2007년 | 4월 24일  | 대전 서구 을          |      | 열린우리당 | 구논회 |      | 국민중심당 | 심대평 |
| 2007년 | 4월 24일  | 경기 화성시           |      | 열린우리당 | 안병엽 |      | 한나라당   | 고희선 |
| 2007년 | 4월 24일  | 전남 무안군·신안군    |      | 민주당     | 한화갑 |      | 민주당     | 김홍업 |

## 제18대 국회 (2008년 ~ 2012년)
| 연도   | 날짜      | 선거구                           | 정당 | 정당       | 전임자 | 정당 | 정당       | 당선자 |
| ------ | --------- | -------------------------------- | ---- | ---------- | ------ | ---- | ---------- | ------ |
| 2009년 | 4월 29일  | 인천 부평구 을                   |      | 한나라당   | 구본철 |      | 민주당     | 홍영표 |
| 2009년 | 4월 29일  | 울산 북구                        |      | 한나라당   | 윤두환 |      | 진보신당   | 조승수 |
| 2009년 | 4월 29일  | 전북 전주시 완산구 갑            |      | 무소속     | 이무영 |      | 무소속     | 신건   |
| 2009년 | 4월 29일  | 전북 전주시 덕진구               |      | 민주당     | 김세웅 |      | 무소속     | 정동영 |
| 2009년 | 4월 29일  | 경북 경주시                      |      | 무소속     | 김일윤 |      | 무소속     | 정수성 |
| 2009년 | 10월 28일 | 경기 수원시 장안구               |      | 한나라당   | 박종희 |      | 민주당     | 이찬열 |
| 2009년 | 10월 28일 | 경기 안산시 상록구 을            |      | 한나라당   | 홍장표 |      | 민주당     | 김영환 |
| 2009년 | 10월 28일 | 강원 강릉시                      |      | 무소속     | 최욱철 |      | 한나라당   | 권성동 |
| 2009년 | 10월 28일 | 충북 증평군·진천군·괴산군·음성군 |      | 민주당     | 김종률 |      | 민주당     | 정범구 |
| 2009년 | 10월 28일 | 경남 양산시                      |      | 한나라당   | 허범도 |      | 한나라당   | 박희태 |
| 2010년 | 7월 28일  | 서울 은평구 을                   |      | 창조한국당 | 문국현 |      | 한나라당   | 이재오 |
| 2010년 | 7월 28일  | 인천 계양구 을                   |      | 민주당     | 송영길 |      | 한나라당   | 이상권 |
| 2010년 | 7월 28일  | 광주 남구                        |      | 민주당     | 강운태 |      | 민주당     | 장병완 |
| 2010년 | 7월 28일  | 강원 원주시                      |      | 한나라당   | 이계진 |      | 민주당     | 박우순 |
| 2010년 | 7월 28일  | 강원 태백시·영월군·평창군·정선군 |      | 민주당     | 이광재 |      | 민주당     | 최종원 |
| 2010년 | 7월 28일  | 강원 철원군·화천군·양구군·인제군 |      | 민주당     | 이용삼 |      | 한나라당   | 한기호 |
| 2010년 | 7월 28일  | 충북 충주시                      |      | 민주당     | 이시종 |      | 한나라당   | 윤진식 |
| 2010년 | 7월 28일  | 충남 천안시 을                   |      | 자유선진당 | 박상돈 |      | 한나라당   | 김호연 |
| 2011년 | 4월 27일  | 경기 성남시 분당구 을            |      | 한나라당   | 임태희 |      | 민주당     | 손학규 |
| 2011년 | 4월 27일  | 전남 순천시                      |      | 민주당     | 서갑원 |      | 민주노동당 | 김선동 |
| 2011년 | 4월 27일  | 경남 김해시 을                   |      | 민주당     | 최철국 |      | 한나라당   | 김태호 |

## 제19대 국회 (2012년 ~ 2016년)
| 연도   | 날짜      | 선거구                           | 정당 | 정당           | 전임자 | 정당 | 정당           | 당선자 |
| ------ | --------- | -------------------------------- | ---- | -------------- | ------ | ---- | -------------- | ------ |
| 2013년 | 4월 24일  | 서울 노원구 병                   |      | 진보정의당     | 노회찬 |      | 무소속         | 안철수 |
| 2013년 | 4월 24일  | 부산 영도구                      |      | 새누리당       | 이재균 |      | 새누리당       | 김무성 |
| 2013년 | 4월 24일  | 충남 부여군·청양군               |      | 새누리당       | 김근태 |      | 새누리당       | 이완구 |
| 2013년 | 10월 30일 | 경기 화성시 갑                   |      | 새누리당       | 고희선 |      | 새누리당       | 서청원 |
| 2013년 | 10월 30일 | 경북 포항시 남구·울릉군          |      | 무소속         | 김형태 |      | 새누리당       | 박명재 |
| 2014년 | 7월 30일  | 서울 동작구 을                   |      | 새누리당       | 정몽준 |      | 새누리당       | 나경원 |
| 2014년 | 7월 30일  | 부산 해운대구·기장군 갑          |      | 새누리당       | 서병수 |      | 새누리당       | 배덕광 |
| 2014년 | 7월 30일  | 광주 광산구 을                   |      | 무소속         | 이용섭 |      | 새정치민주연합 | 권은희 |
| 2014년 | 7월 30일  | 대전 대덕구                      |      | 새누리당       | 박성효 |      | 새누리당       | 정용기 |
| 2014년 | 7월 30일  | 울산 남구 을                     |      | 새누리당       | 김기현 |      | 새누리당       | 박맹우 |
| 2014년 | 7월 30일  | 경기 수원시 을                   |      | 민주당         | 신장용 |      | 새누리당       | 정미경 |
| 2014년 | 7월 30일  | 경기 수원시 병                   |      | 새누리당       | 남경필 |      | 새누리당       | 김용남 |
| 2014년 | 7월 30일  | 경기 수원시 정                   |      | 새정치민주연합 | 김진표 |      | 새정치민주연합 | 박광온 |
| 2014년 | 7월 30일  | 경기 평택시 을                   |      | 새누리당       | 이재영 |      | 새누리당       | 유의동 |
| 2014년 | 7월 30일  | 경기 김포시                      |      | 새누리당       | 유정복 |      | 새누리당       | 홍철호 |
| 2014년 | 7월 30일  | 충북 충주시                      |      | 새누리당       | 윤진식 |      | 새누리당       | 이종배 |
| 2014년 | 7월 30일  | 충남 서산시·태안군               |      | 새누리당       | 성완종 |      | 새누리당       | 김제식 |
| 2014년 | 7월 30일  | 전남 순천시·곡성군               |      | 통합진보당     | 김선동 |      | 새누리당       | 이정현 |
| 2014년 | 7월 30일  | 전남 나주시·화순군               |      | 새정치민주연합 | 배기운 |      | 새정치민주연합 | 신정훈 |
| 2014년 | 7월 30일  | 전남 담양군·함평군·영광군·장성군 |      | 새정치민주연합 | 이낙연 |      | 새정치민주연합 | 이개호 |
| 2015년 | 4월 29일  | 서울 관악구 을                   |      | 통합진보당     | 이상규 |      | 새누리당       | 오신환 |
| 2015년 | 4월 29일  | 인천 서구·강화군 을              |      | 새누리당       | 안덕수 |      | 새누리당       | 안상수 |
| 2015년 | 4월 29일  | 광주 서구 을                     |      | 통합진보당     | 오병윤 |      | 무소속         | 천정배 |
| 2015년 | 4월 29일  | 경기 성남시 중원구               |      | 통합진보당     | 김미희 |      | 새누리당       | 신상진 |

## 제20대 국회 (2016년 ~ 2020년)
| 연도   | 날짜     | 선거구                           | 정당 | 정당         | 전임자 | 정당 | 정당         | 당선자 |
| ------ | -------- | -------------------------------- | ---- | ------------ | ------ | ---- | ------------ | ------ |
| 2017년 | 4월 12일 | 경북 상주시·군위군·의성군·청송군 |      | 자유한국당   | 김종태 |      | 자유한국당   | 김재원 |
| 2018년 | 6월 13일 | 서울 노원구 병                   |      | 국민의당     | 안철수 |      | 더불어민주당 | 김성환 |
| 2018년 | 6월 13일 | 서울 송파구 을                   |      | 국민의당     | 최명길 |      | 더불어민주당 | 최재성 |
| 2018년 | 6월 13일 | 부산 해운대구 을                 |      | 자유한국당   | 배덕광 |      | 더불어민주당 | 윤준호 |
| 2018년 | 6월 13일 | 인천 남동구 을                   |      | 더불어민주당 | 박남춘 |      | 더불어민주당 | 맹성규 |
| 2018년 | 6월 13일 | 광주 서구 갑                     |      | 국민의당     | 송기석 |      | 더불어민주당 | 송갑석 |
| 2018년 | 6월 13일 | 울산 북구                        |      | 민중당       | 윤종오 |      | 더불어민주당 | 이상헌 |
| 2018년 | 6월 13일 | 충북 제천시·단양군               |      | 자유한국당   | 권석창 |      | 더불어민주당 | 이후삼 |
| 2018년 | 6월 13일 | 충남 천안시 갑                   |      | 자유한국당   | 박찬우 |      | 더불어민주당 | 이규희 |
| 2018년 | 6월 13일 | 충남 천안시 병                   |      | 더불어민주당 | 양승조 |      | 더불어민주당 | 윤일규 |
| 2018년 | 6월 13일 | 전남 영암군·무안군·신안군        |      | 민주평화당   | 박준영 |      | 더불어민주당 | 서삼석 |
| 2018년 | 6월 13일 | 경북 김천시                      |      | 자유한국당   | 이철우 |      | 자유한국당   | 송언석 |
| 2018년 | 6월 13일 | 경남 김해시 을                   |      | 더불어민주당 | 김경수 |      | 더불어민주당 | 김정호 |
| 2019년 | 4월 3일  | 경남 창원시 성산구               |      | 정의당       | 노회찬 |      | 정의당       | 여영국 |
| 2019년 | 4월 3일  | 경남 통영시·고성군               |      | 자유한국당   | 이군현 |      | 자유한국당   | 정점식 |

## 제21대 국회 (2020년 ~ 2024년)
| 연도   | 날짜    | 선거구                | 정당 | 정당         | 전임자 | 정당 | 정당         | 당선자 |
| ------ | ------- | --------------------- | ---- | ------------ | ------ | ---- | ------------ | ------ |
| 2022년 | 3월 9일 | 서울 종로구           |      | 더불어민주당 | 이낙연 |      | 국민의힘     | 최재형 |
| 2022년 | 3월 9일 | 서울 서초구 갑        |      | 국민의힘     | 윤희숙 |      | 국민의힘     | 조은희 |
| 2022년 | 3월 9일 | 대구 중구·남구        |      | 무소속       | 곽상도 |      | 무소속       | 임병헌 |
| 2022년 | 3월 9일 | 경기 안성시           |      | 더불어민주당 | 이규민 |      | 국민의힘     | 김학용 |
| 2022년 | 3월 9일 | 충북 청주시 상당구    |      | 더불어민주당 | 정정순 |      | 국민의힘     | 정우택 |
| 2022년 | 6월 1일 | 대구 수성구 을        |      | 국민의힘     | 홍준표 |      | 국민의힘     | 이인선 |
| 2022년 | 6월 1일 | 인천 계양구 을        |      | 더불어민주당 | 송영길 |      | 더불어민주당 | 이재명 |
| 2022년 | 6월 1일 | 경기 성남시 분당구 갑 |      | 국민의힘     | 김은혜 |      | 국민의힘     | 안철수 |
| 2022년 | 6월 1일 | 강원 원주시 갑        |      | 더불어민주당 | 이광재 |      | 국민의힘     | 박정하 |
| 2022년 | 6월 1일 | 충남 보령시·서천군    |      | 국민의힘     | 김태흠 |      | 국민의힘     | 장동혁 |
| 2022년 | 6월 1일 | 경남 창원시 의창구    |      | 국민의힘     | 박완수 |      | 국민의힘     | 김영선 |
| 2022년 | 6월 1일 | 제주 제주시 을        |      | 더불어민주당 | 오영훈 |      | 더불어민주당 | 김한규 |
| 2023년 | 4월 5일 | 전북 전주시 을        |      | 무소속       | 이상직 |      | 진보당       | 강성희 |

## 제22대 국회 (2024년 ~ 2028년)
| 연도   | 날짜    | 선거구         | 정당 | 정당         | 전임자 | 정당 | 정당 | 당선자 |
| ------ | ------- | -------------- | ---- | ------------ | ------ | ---- | ---- | ------ |
| 2026년 | 6월 3일 | 인천 계양구 을 |      | 더불어민주당 | 이재명 |      |      |        |
| 2026년 | 6월 3일 | 충남 아산시 을 |      | 더불어민주당 | 강훈식 |      |      |        |

## 같이 보기
- 대한민국의 국회의원 선거
- 대한민국의 재보궐선거